# Френдшип (Огайо)
Френдшип (англ. Friendship) — переписна місцевість (CDP) в США, в окрузі Сайото штату Огайо. Населення — 343 особи (2020).

## Географія
Френдшип розташований за координатами 38°41′52″ пн. ш. 83°6′3″ зх. д. / 38.69778° пн. ш. 83.10083° зх. д. (38.697711, -83.100796).  За даними Бюро перепису населення США в 2010 році переписна місцевість мала площу 3,06 км², з яких 3,03 км² — суходіл та 0,03 км² — водойми.

## Демографія
Згідно з переписом 2010 року, у переписній місцевості мешкала 351 особа в 144 домогосподарствах у складі 90 родин. Густота населення становила 115 осіб/км².  Було 162 помешкання (53/км²).
Расовий склад населення:
| - 96,3 % — білих - 0,9 % — чорних або афроамериканців - 0,6 % — азіатів |

До двох чи більше рас належало 2,3 %. Частка іспаномовних становила 0,0 % від усіх жителів.
За віковим діапазоном населення розподілялося таким чином: 21,9 % — особи молодші 18 років, 59,3 % — особи у віці 18—64 років, 18,8 % — особи у віці 65 років та старші. Медіана віку мешканця становила 45,1 року. На 100 осіб жіночої статі у переписній місцевості припадало 87,7 чоловіків;  на 100 жінок у віці від 18 років та старших — 83,9 чоловіків також старших 18 років.
За межею бідності перебувало 18,1 % осіб, у тому числі 37,5 % дітей у віці до 18 років та 0,0 % осіб у віці 65 років та старших.
Цивільне працевлаштоване населення становило 137 осіб. Основні галузі зайнятості: виробництво — 54,7 %, освіта, охорона здоров'я та соціальна допомога — 30,7 %, транспорт — 8,0 %, мистецтво, розваги та відпочинок — 3,6 %.